# Farmdale
Farmdale – naziemna stacja linii Expo Line metra w Los Angeles znajdująca się pomiędzy Baldwin Village a Jefferson Park. Powstała w ramach pierwszego etapu budowy linii Expo, która docelowo ma dotrzeć do miasta Santa Monica. Stacji została oddana do użytku 20 czerwca 2012 roku.

## Opis stacji
Farmdale znajduje się pomiędzy jezdniami Exposition Bulevard na po obu stronach skrzyżowania z Farmdale Avenue. W pobliżu szkoła średnia i kompleks sportowy Rancho Cienega Sports Center. Wykonane przez Michaela Massenburga grafiki zdobiące stację przedstawiają historię lokalnej społeczności.

## Połączenia autobusowe
Linie autobusowe Metro
- Metro Local: 38